# Funk-a-lismo!
Funk-a-lismo!(ファンク ア リスモ)は、Scoobie Doのミニスタジオ・アルバムである。
2006年2月にリリースされたミニ・アルバム。
タイトルは造語であり、既存のファンク・ミュージックの枠には当てはまらないFUNK x ROCK x HIP HOP x JAZZなど幅広い音楽をしているということで、自らの音楽スタイルとして称している。
2005年から現在でもツアータイトルとして使用されている。
今回は初回限定生産にライヴとドキュメンタリー映像を収録したDVDが付属される。

## 収録曲
1. A Chant For Bu with タブソンビ＆元晴（SOIL&"PIMP"SESSIONS） 
作曲/Mickey Bass
Art Blakey & The Jazz Messengersによる名曲のほぼ完全コピー。現在もライヴの出囃子に使用。
2. What’s Goin’On Feat.RHYMESTER with タブソンビ＆元晴（SOIL&"PIMP"SESSIONS）
作詞/小山周、宇多丸、Mummy-D、作曲/松木泰二郎
テレビ東京「給与明細」エンディングテーマ。
3. Back On
作詞・作曲/松木泰二郎
4. Swingin’Rebels with タブソンビ＆元晴（SOIL&"PIMP"SESSIONS）
作詞/小山周、作曲/Scoobie Do
5. Lily-Be
作詞/松木泰二郎、小山周、作曲/松木泰二郎
6. Funky New Day pt.3
作詞/小山周、作曲/岡本拓也
7. Funk-a-lismo! with タブソンビ＆元晴（SOIL&"PIMP"SESSIONS）
作詞/小山周、松木泰二郎、作曲/松木泰二郎
8. What’s Goin’On (Funky4 ver.)
作詞/小山周、作曲/松木泰二郎
2曲目の楽曲を4人の演奏でのみのバージョン。

全編曲、プロデュース/Scoobie Do

## 参加ミュージャン
- 中野タイジ : パーカッション

RHYMESTER
- 宇多丸 : mc
- Mummy-D : mc
- DJ JIN : turntable、mc

SOIL&"PIMP"SESSIONS
- タブゾンビ : トランペット
- 元晴 : サックス

## スタッフ
- TSUKADA : レコーディング、ミックスエンジニア
- 田中三一 : マスタリング

## DVD(初回版)
DVD Funk-a-lismo!
Root&United -Funk-a-lismo!-を中心にしたライヴのハイライトとメンバーインタビューによるドキュメンタリームービー。約20分。